# Shadow Kingdom
Shadow Kingdom is het 40e studioalbum van Bob Dylan, uitgebracht op Columbia Records  op 2 juni 2023. Het album bevat de muziek, die Dylan met een band live opnam in the Village Recorder in Los Angeles voor de zwart-wit film Shadow Kingdom: The Early Songs of Bob Dylan. In de film van regisseur Alma Har'el zingt Dylan, maar zijn begeleidingsgroep playbackt. Het zijn voornamelijk nummers uit Dylans beginperiode, die opgenomen werden, voorzien van nieuwe arrangementen.

## Tracklist
Alle muziek en teksten zijn geschreven door Bob Dylan. 
| 1.                 | When I Paint My Masterpiece                  | 4:25 |
| 2.                 | Most Likely You Go Your Way and I'll Go Mine | 3:32 |
| 3.                 | Queen Jane Approximately                     | 5:14 |
| 4.                 | I'll Be Your Baby Tonight                    | 3:04 |
| 5.                 | Just Like Tom Thumb's Blues                  | 4:26 |
| 6.                 | Tombstone Blues                              | 5:00 |
| 7.                 | To Be Alone with You                         | 3:10 |
| 8.                 | What Was It You Wanted                       | 5:03 |
| 9.                 | Forever Young                                | 3:15 |
| 10.                | Pledging My Time                             | 3:50 |
| 11.                | The Wicked Messenger                         | 2:56 |
| 12.                | Watching the River Flow                      | 3:00 |
| 13.                | It's All Over Now, Baby Blue                 | 2:49 |
| 14.                | Sierra's Theme                               | 4:23 |
| Totale duur: 54:00 |                                              |      |

## Musici
- Bob Dylan - zang, gitaar, mondharmonica
- Jeff Taylor – accordeon
- Greg Leisz – gitar, pedal steelgitaar, mandoline
- Tim Pierce – gitaar
- T-Bone Burnett – gitaar
- Ira Ingber – guitar
- Don Was – contrabas
- John Avila – basgitaar
- Doug Lacy – accordeon
- Steve Bartek – akoustische gitaar

## Hitnoteringen
Het album bereikte nummer 71 op de Billboard 200, nummer 14 op de UK Albums Chart, nummer 10 in Nederland en nummer 13 in Vlaanderen.
- MusicBrainz release group: 6b074aba-bbfb-42be-8079-b434d5d9712f